# Kandelaber

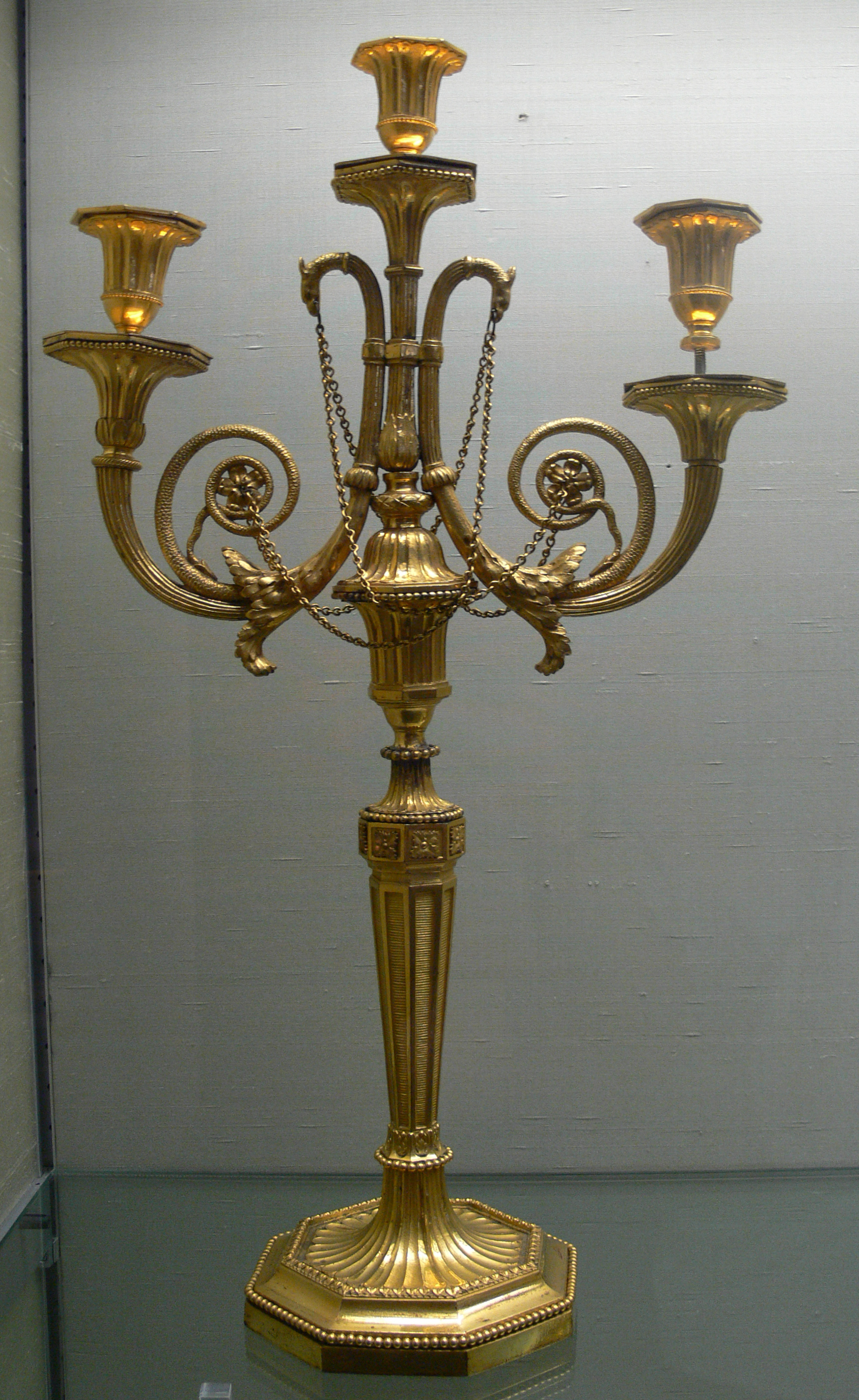
Kandelaber

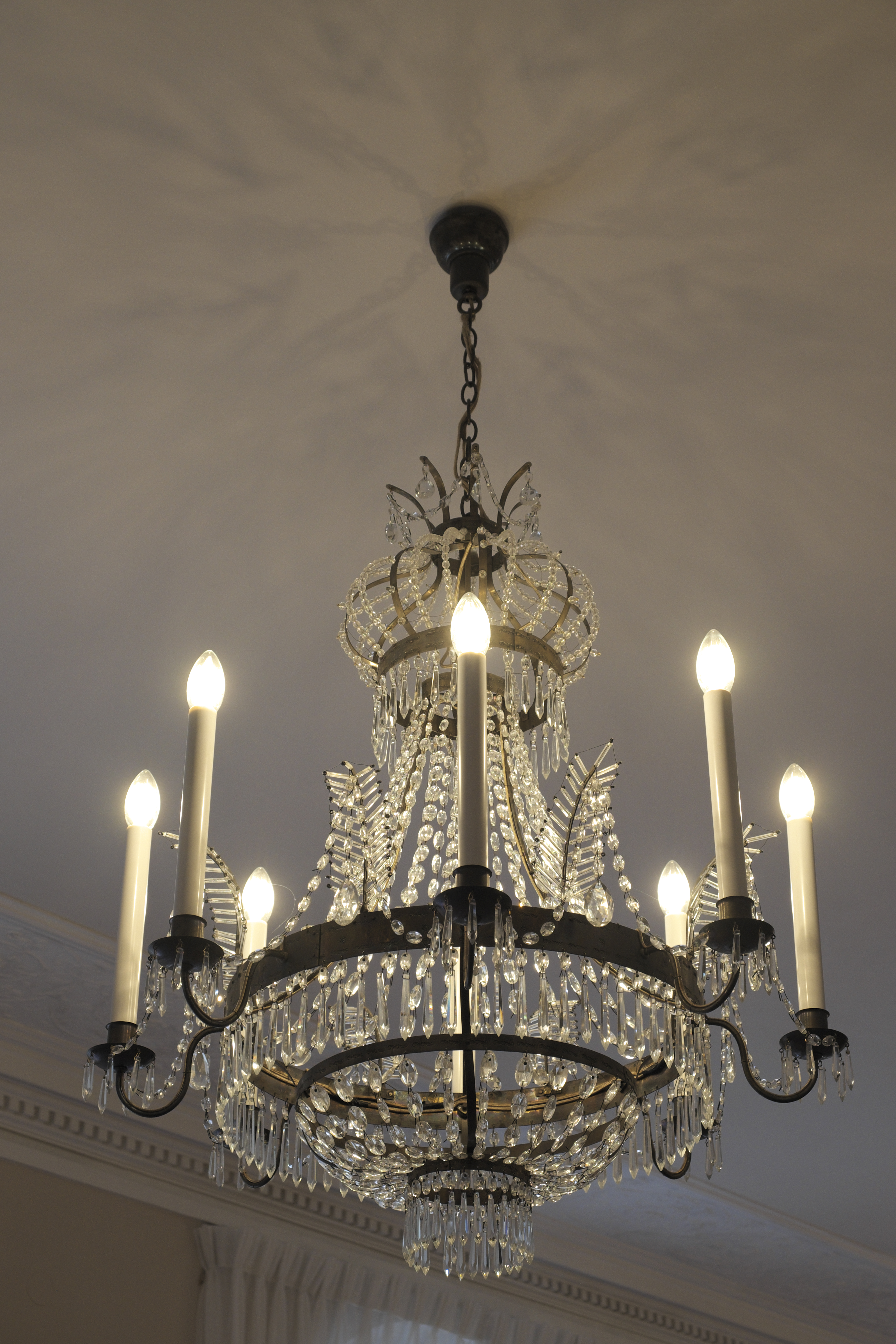
Kandelaber

Een kandelaber of armkandelaar is een grote kandelaar of luchter met meerdere armen. De kandelaber is meestal uitbundig van versieringen en vorm. Een ander kenmerk van de staande kandelaber is dat deze uit twee van elkaar los te schroeven gedeelten bestaat, waarbij het onderste gedeelte als enkele kandelaar kan dienen.
De termen kandelaberen en kandelaren worden ook gebruikt bij het snoeien van bomen.